# 岐阜県立岐阜清流高等特別支援学校
岐阜県立岐阜清流高等特別支援学校（ぎふけんりつ ぎふせいりゅうこうとうとくべつしえんがっこう）は、岐阜県岐阜市にある公立特別支援学校。
2017年（平成29年）4月1日に開校（4月14日開校式）。岐阜県が2006年（平成18年）3月に策定した「子どもかがやきプラン」に基づき整備された学校であり、岐阜県で初めての高等特別支援学校（高等部単独の特別支援学校）である。
建物は2004年に統合により廃校となった岐阜県立岐阜藍川高等学校の校舎を改修したものである。

## 学校概要
- 創立 2017年
- 学部
  - 高等部
- 対象：知的障害児

## アクセス
- 岐阜バス大洞団地線「岐阜清流高等特別支援学校前」下車。徒歩5分。
  - JR岐阜駅・名鉄岐阜駅から「B74　大洞緑団地」行
- 岐阜バス大洞団地線・岐阜関線「長山」下車。徒歩15分。
  - JR岐阜駅・名鉄岐阜駅から「B74　大洞緑団地」「B81　せき東山」「B83　岐阜医療科学大学」行